# Danh sách phim TVB năm 1995
Đây là danh sách phim truyền hình do TVB phát hành hoặc phát sóng năm 1995.

## Dòng phim thứ nhất
| Công chiếu             | Tên                          | Tên tiếng Anh                        | Số tập                                                    | Diễn viên | Thể loại | Ghi chú | Website |
| ---------------------- | ---------------------------- | ------------------------------------ | --------------------------------------------------------- | --- | -------- | ------- | ------- |
| 09/01– 03/02           | Bạch phát ma nữ              | The Romance of the White Hair Maiden | 20                                                        | Thái Thiếu Phân, Timmy Ho, Gary Chan Ka-fai                                                                                    | Cổ trang |         |         |
| 06/02– 03/03           | Biến đổi vận mệnh            | The Change of Fate                   | 20                                                        | Cheung Kwok Keung, Gigi Fu, Ho Bo Sung, Lưu Đan                                                                                | Cổ trang |         |         |
| 06/03- 31/03           | Kim nha đại trạng sư 2       | Man of Wisdom II                     | 20                                                        | Trịnh Đan Thụy, Ho Bo Sang, Ngũ Vịnh Vi                                                                                        | Cổ trang |         |         |
| 03/04– 28/04           | Mối tình nồng thắm           | Plain Love                           | 20                                                        | La Gia Lương, Châu Hải My, Trương Triệu Huy,Nghê Uy                                                                            | Lịch sử  |         |         |
| 01/05– 26/05           | Bao Thanh Thiên              | Justice Pao                          | 20                                                        | Địch Long, Huỳnh Nhật Hoa, Liệu Khải Trí                                                                                       | Cổ trang |         |         |
| 29/05– 23/06           | Bốn mươi tuổi đời một mái ấm | Forty Something                      | 20                                                        | Trịnh Thiếu Thu, Trần Tú Văn, Lâm Bảo Di                                                                                       | Hiện đại |         |         |
| 26/06– 4/08            | Vạn nẻo đường tình           | Down Memory Lane                     | 30                                                        | Vạn Tử Lương, Mễ Tuyết, Lâm Văn Long, Quách Khả Doanh, Lâm Gia Hoa                                                             | Hiện đại |         |         |
| 07/08– 01/09           | Stepping stones              | Stepping Stones                      | 20                                                        | Cổ Cự Cơ, Gabriel Harrison, Quảng Văn Tuân                                                                                     | Hiện đại |         |         |
| 04/09– 29/09           | Nợ tình chưa phai            | Debts of a Life Time                 | Lữ Tụng Hiền, Phó Minh Hiến , Ngụy Tuấn Kiệt, Từ Hào Oánh | Hiện đại |          |         |         |
| 02/10– 27/10           | Cuộc đời diễn viên           | From Act to Act                      | 20                                                        | Lâm Gia Đống, Liệu Vỹ Hùng, Lương Tiểu Băng , Giang Hân Yến, Mai Tiểu Huệ                                                      | Hiện đại |         |         |
| 30/10– 24/11           | Trời ban duyên tình          | A Good Match from Heaven             | 20                                                        | Ôn Triệu Luân, Tuyên Huyên, Quách Ái Minh, Khương Đại Vệ, Thương Thiên Nga, Mai Tiểu Huệ, Lương Vinh Trung, Nguyễn Triệu Tường | Hiện đại |         |         |
| 27/11/1995- 16/02/1996 | Bao Thanh Thiên 2            | Justice Pao II                       | 60                                                        | Địch Long, Huỳnh Nhật Hoa, Liệu Khải Trí                                                                                       | Cổ trang |         |         |

## Dòng phim thứ hai
| Công chiếu                 | Tên                     | Tên tiếng Anh                    | Số tập | Diễn viên | Thể loại            | Ghi chú | Website                                                                |
| -------------------------- | ----------------------- | -------------------------------- | ------ | --- | ------------------- | ------- | ---------------------------------------------------------------------- |
| 16/01– 13/02               | Oan gia kiếp trước      | The Trail of Love                | 20     | Margie Tsang, Elizabeth Lee, Âu Dương Chấn Hoa, Cổ Cự Cơ                                                                      | Hiện đại            |         |                                                                        |
| 13/02– 10/03               | Hand of Hope            | Hand of Hope                     | 20     | La Gia Lương, Trần Tú Văn, Ngụy Tuấn Kiệt, Trương Tuệ Nghi                                                                    | Hiện đại            |         |                                                                        |
| 13/03- 7/04                | Hồ sơ trinh sát         | Detective Investigation Files    | 20     | Đào Đại Vũ, Quách Khả Doanh, Lương Vinh Trung, Tô Ngọc Hoa                                                                    | Hiện đại            |         | Official website Lưu trữ ngày 12 tháng 10 năm 2012 tại Wayback Machine |
| 10/04– 5/05                | Nam quyền Bắc cước      | Fist of Power                    | 20     | Phàn Thiếu Hoàng, Lý Tái Phụng, Vivien Leung                                                                                  | Cổ trang, Kiếm hiệp |         |                                                                        |
| 08/05– 02/06               | Ba Nữ Cảnh Sát Thiện Xạ | Sharp shooters                   | 20     | Đặng Tụy Văn, Quan Vịnh Hà, Phương Trung Tín, Thương Thiên Nga                                                                | Hiện đại, Hành động |         |                                                                        |
| 05/06– 30/06               | To love with love       | To Love With Love                | 20     | Trần Tùng Linh, Lê Diệu Tường                                                                                                 | Hiện đại            |         | Official website Lưu trữ ngày 24 tháng 3 năm 2012 tại Wayback Machine  |
| 31/07y– 9/09t              | Thần điêu đại hiệp      | The Condor Heroes 95             | 32     | Cổ Thiên Lạc, Lý Nhược Đồng, Gigi Fu                                                                                          | Cổ trang, Kiếm hiệp |         |                                                                        |
| 11/09- 13/10               | Hồ sơ công lý 4         | File of Justice IV               | 20     | Âu Dương Chấn Hoa, Đào Đại Vũ, Trần Tú Văn, Lâm Bảo Di, Tuyên Huyên, Đặng Tụy Văn, Trần Chỉ Tinh, Đàm Diệu Văn, Tô Vĩnh Khang | Hiện đại            |         |                                                                        |
| 16/10– 10/11               | Bắt đầu từ sự mất tích  | The Unexpected                   | 20     | Lưu Tùng Nhân, Trần Tú Văn, Lâm Bảo Di, Trương Mạn Ngọc, Quan Vịnh Hà, Cheung Kwok Keung, Lương Vinh Trung                    | Hiện đại            |         |                                                                        |
| 13/11– 18/12               | Sân khấu phong vân      | A Stage of Turbulence            | 20     | Châu Huệ Mẫn, Trần Cẩm Hồng, Đàm Diệu Văn, Fiona Leung                                                                        | Cổ trang            |         |                                                                        |
| 11/12 1995- 2/02ruary 1996 | Hồ sơ trinh sát 2       | Detective Investigation Files II | 40     | Đào Đại Vũ, Quách Khả Doanh, Lương Vinh Trung, Tô Ngọc Hoa, Quách Ái Minh, Trịnh Tú Văn                                       | Hiện đại            |         | Official website Lưu trữ ngày 12 tháng 10 năm 2012 tại Wayback Machine |

## Dòng phim thứ ba
| Công chiếu             | Tên                  | Tên tiếng Anh    | Số tập | Diễn viên | Thể loại           | Ghi chú | Website                                                              |
| ---------------------- | -------------------- | ---------------- | ------ | --- | ------------------ | ------- | -------------------------------------------------------------------- |
| 10/10/1994- 12/05/1995 | Hạnh phúc đâu tự có  | Happy Harmony    | 156    | Angelina Lo, Hoàng Kỳ Oánh, Cổ Thiên Lạc, Tuyên Huyên, Johnny Tang | Hiện đại, Hài kịch |         |                                                                      |
| 15/05/1995- 17/11/1999 | Nghĩa nặng tình thâm | A Kindred Spirit | 1128   | Lý Tư Kỳ, Lưu Đan, Tiết Gia Yến, Quách Khả Doanh, Trần Cẩm Hồng, Tô Ngọc Hoa, Quách Thiểu Vân, Lưu Khải Uy, Uyển Quỳnh Đan, David Lui, Ngô Mỹ Hành, Tạ Thiên Hoa, Đằng Lệ Danh, Viên Thái Vân, Mã Đức Chung | Hiện đại, Hài kịch |         | Official website Lưu trữ ngày 8 tháng 2 năm 2012 tại Wayback Machine |

## Phim khác
| Công chiếu             | Tên                      | Tên tiếng Anh             | Số tập | Diễn viên | Thể loại            | Ghi chú | Website                                                               |
| ---------------------- | ------------------------ | ------------------------- | ------ | --- | ------------------- | ------- | --------------------------------------------------------------------- |
| 7/02– 4/03             | Ân oán hiệp sĩ           | The Holy Dragon Saga      | 20     | Lâm Văn Long, Catherine Hung, Ngụy Tuấn Kiệt                                                                 | Cổ trang            |         |                                                                       |
| 12/09 07/10            | Tiểu Lý phi đao          | The Romantic Swordsman 95 | 20     | Eddie Kwan, Gigi Fu                                                                                          | Cổ trang, Kiếm hiệp |         |                                                                       |
| 19/09tember 05/10      | When a Man Loves a Woman | When A Man Loves a Woman  | 13     | Quách Tấn An, Ngô Trấn Vũ, Quan Vịnh Hà, Fennie Yuen, Mã Tuấn Vỹ, Trần Diệu Anh, Trần Cẩm Hồng, Mã Đức Chung | Hiện đại            |         |                                                                       |
| 12/10– 08/11           | Thanh kiếm tiềm long     | Swordsman Lai Bo Yee      | 20     | Đàm Diệu Văn, Vivien Leung                                                                                   | Cổ trang            |         |                                                                       |
| 09/11 06/12            | The Fist of Law          | The Fist of Law           | 20     | Khương Đại Vệ, Savio Tsang, Thái Thiếu Phân, Trần Tú Văn                                                     | Cổ trang, Kiếm hiệp |         |                                                                       |
| 07/12/1995- 03/01/1996 | Ân tình chưa phai        | Journey of Love           | 20     | Violet Li, Trịnh Tú Văn, Ngụy Tuấn Kiệt, Tào Vĩnh Liêm                                                       | Hiện đại            |         | Official website Lưu trữ ngày 24 tháng 3 năm 2012 tại Wayback Machine |